# Without Warning (альбом)
Without Warning — совместный студийный альбом американских рэперов 21 Savage, Offset и продюсера Metro Boomin, выпущенный 31 октября 2017 года. Записан при участии Travis Scott и Quavo.

## История
30 октября 2017 года Epic Records объявили о выпуске Without Warning.

## Синглы
«Ric Flair Drip» был выпущен, как первый сингл с альбома 1 марта 2018 года на радио rhythmic contemporary. Песня достигла 13 номер в чарте Billboard Hot 100.

## Отзывы
| Совокупная оценка    | Совокупная оценка |
| Источник             | Оценка            |
| -------------------- | ----------------- |
| AnyDecentMusic?      | 7.4/10            |
| Metacritic           | 78/100            |
| Оценки критиков      |                   |
| Источник             | Оценка            |
| Consequence of Sound | B+                |
| Exclaim!             | 7/10              |
| HipHopDX             | 2.8/5             |
| HotNewHipHop         | 84%               |
| Pitchfork            | 8.0/10            |
| Pretty Much Amazing  | B+                |
| RapReviews           | 6/10              |
| Spectrum Culture     | [ 15 ]            |
| XXL                  | 4/5               |

Without Warning был позитивно воспринят критиками.

## Коммерческий успех
Without Warning дебютировал на четвёртом месте в чарте Billboard 200 с 53 000 единицами, эквивалентными альбому, 11 000 из которых являются физическими копиями. Это второй релиз 21 Savage и Offset (как сольного исполнителя), а также первый альбом Metro Boomin, который попал в десятку Billboard. Шесть песен с Without Warning попали в чарты Billboard Hot 100, «Ric Flair Drip» достигла 13-го места и стала самой популярной песней Metro Boomin и Offset в качестве ведущих исполнителей.

## Награды и номинации
| Публикация | Номинация                                 | Место | Примечания |
| ---------- | ----------------------------------------- | ----- | ---------- |
| Billboard  | 50 альбомов 2017 года по версии Billboard | 49    | [ 20 ]     |
| Complex    | Лучшие альбомы 2017 года                  | 40    | [ 21 ]     |

## Список композиций
Информация взята из Tidal.
| №                   | Название                                                     | Автор(ы)                                                           | Продюсер(ы)             | Длительность |
| ------------------- | ------------------------------------------------------------ | ------------------------------------------------------------------ | ----------------------- | ------------ |
| 1.                  | «Ghostface Killers» (при участии Трэвиса Скотта)             | Shéyaa Abraham-Joseph Kiari Cephus Leland Wayne Jacques Webster II | Metro Boomin            | 4:28         |
| 2.                  | «Rap Saved Me» (при участии Quavo)                           | Abraham-Joseph Cephus Wayne Quavious Marshall                      | Metro Boomin            | 4:17         |
| 3.                  | «Ric Flair Drip» (исполнено Offset и Metro Boomin)           | Cephus Wayne Bijan Amirkhani                                       | Metro Boomin Bijan Amir | 2:52         |
| 4.                  | «My Choppa Hate Niggas» (исполнено 21 Savage и Metro Boomin) | Abraham-Joseph Wayne Kevin Gomringer Tim Gomringer                 | Metro Boomin Cubeatz    | 2:28         |
| 5.                  | «Nightmare» (исполнено Offset и Metro Boomin)                | Cephus Wayne                                                       | Metro Boomin            | 2:27         |
| 6.                  | «Mad Stalkers»                                               | Abraham-Joseph Cephus Wayne Andre Proctor                          | Metro Boomin Dre Moon   | 3:22         |
| 7.                  | «Disrespectful»                                              | Abraham-Joseph Cephus Wayne                                        | Metro Boomin            | 2:40         |
| 8.                  | «Run Up the Racks» (исполнено 21 Savage и Metro Boomin)      | Abraham-Joseph Wayne Joshua Luellen                                | Metro Boomin Southside  | 3:09         |
| 9.                  | «Still Serving»                                              | Abraham-Joseph Cephus Wayne K. Gomringer T. Gomringer              | Metro Boomin Cubeatz    | 3:51         |
| 10.                 | «Darth Vader»                                                | Abraham-Joseph Cephus Wayne                                        | Metro Boomin            | 3:48         |
| Общая длительность: | Общая длительность:                                          | Общая длительность:                                                | Общая длительность:     | 33:22        |

## Участники записи
Информация взята из Tidal.
| Исполнители - 21 Savage — главный исполнитель (1, 2, 4, 6–10) - Offset — главный исполнитель (1–3, 5–7, 9, 10) - Трэвис Скотт — гостевой исполнитель (1) - Quavo — гостевой исполнитель (2) Техническая часть - Итан Стеванс — миксинг (все песни) - Джо ЛаПорта — мастеринг (все песни) | Продюсирование - Metro Boomin — продюсер (все песни), главный исполнитель (все песни) - Биджан Амир — продюсер (3) - Cubeatz — продюсер (4, 9) - Dre Moon — продюсер (6) - Southside — продюсер (8) |

## Чарты

### Недельные чарты
| Чарт (2017)                            | Высшая позиция |
| -------------------------------------- | -------------- |
| Австралия (ARIA)                       | 39             |
| Бельгия/Фландрия (Ultratop)            | 49             |
| Бельгия/Валлония (Ultratop)            | 101            |
| Канада (Canadian Albums Chart)         | 5              |
| Дания (Hitlisten)                      | 8              |
| Нидерланды (Album Top 100)             | 24             |
| Финляндия (Suomen virallinen lista)    | 13             |
| Франция (SNEP)                         | 76             |
| Италия (Classifica album)              | 77             |
| Новая Зеландия (RMNZ)                  | 15             |
| Норвегия (VG-lista)                    | 7              |
| Швеция (Sverigetopplistan)             | 13             |
| Великобритания (UK Albums Chart)       | 41             |
| США (Billboard 200)                    | 4              |
| США (Billboard Top R&B/Hip-Hop Albums) | 2              |
| США (Billboard Top Rap Albums)         | 1              |

### Чарты в конце года
| Чарт (2017)                           | Позиция |
| ------------------------------------- | ------- |
| US Top R&B/Hip-Hop Albums (Billboard) | 82      |

| Чарт (2018)                           | Позиция |
| ------------------------------------- | ------- |
| Canadian Albums (Billboard)           | 43      |
| Danish Albums (Hitlisten)             | 97      |
| Swedish Albums (Sverigetopplistan)    | 75      |
| US Billboard 200                      | 45      |
| US Top R&B/Hip-Hop Albums (Billboard) | 32      |